# Virgen del Claustro

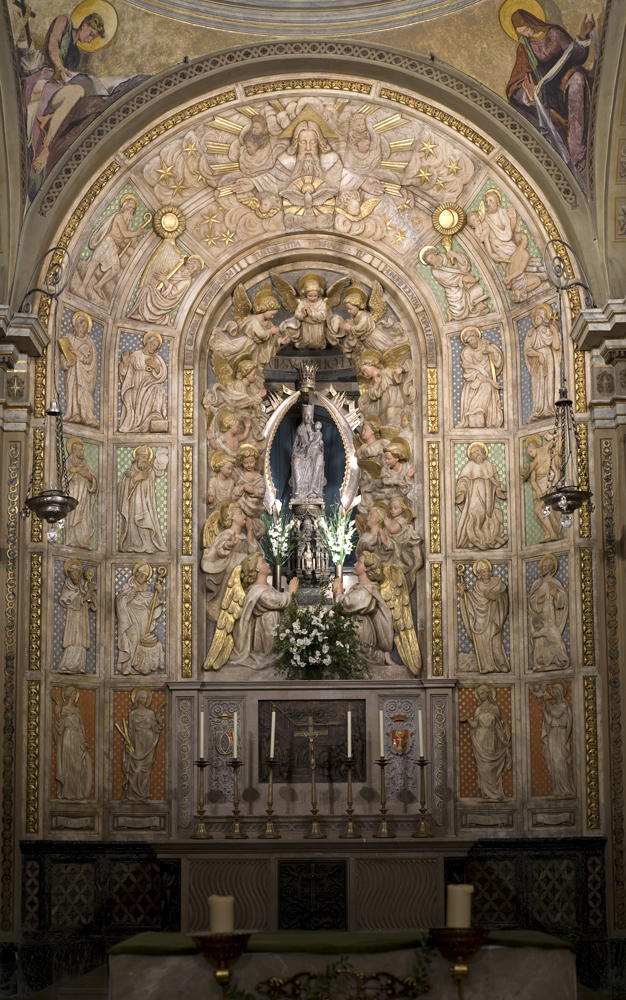
Capilla donde se venera la Virgen del Claustro, que se encuentra en el centro del retablo.

La Virgen del Claustro (en catalán: Mare de Déu del Claustre) es una escultura tallada en piedra, actual Patrona de la ciudad de Solsona, Cataluña,  España. La imagen, que representa a la Virgen y el Niño sentado en su regazo, está considerada como la escultura más primorosamente realizada en arte románico por el escultor Gilabertus (1163 en Toulouse) y una de las pocas muestras que se conservan de las relaciones e integración de nuevas formas de escultura monumental, por parte de diversas escuelas provenientes del entorno europeo.  Mide 1,05 m de alto y sigue siendo muy venerada en la ciudad de Solsona. La Iglesia católica conmemora la festividad de la advocación el 8 de septiembre. 

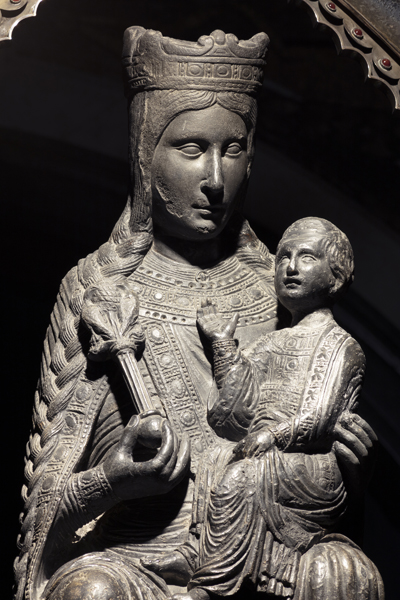
Virgen del Claustro

Fue recuperada el año 1144 (el mismo de su ocultación) del interior de un pozo de los claustros del entonces monasterio de Santa María de Solsona (luego erigida catedral). Por su primoroso acabado se impuso a la tosca talla de María (la titular del templo, hecha de madera) y pronto gozó de la mayor devoción de muy poderosos benefactores, surgidos de entre los más nobles señores de varias comarcas alrededor de la del Solsonés. 